# 拉托納 (伊利諾伊州)
拉托納（英語：Latona）是位於美國伊利諾伊州傑斯帕縣的一個非建制地區。該地的面積和人口皆未知。

## 地理
拉托納的座標為39°58′50″N 88°18′42″W / 39.98056°N 88.31167°W，而該地的平均海拔高度為168米（即551英尺）。